# Ірландський мох
Ірландський мох (Chondrus crispus) — вид червоних водоростей порядку Gigartinales.

## Опис
Порівняно невелика рослина, досягає 20 см завдовжки. Червоний талом ірландського моху розростається у вигляді віяла.

## Поширення та середовище існування
Chondrus crispus кріпиться на твердому дні та камінні. Трапляється біля узбережжя Європи та Канади в Атлантичному океані та від Каліфорнії до Японії у Тихому.

## Практичне значення

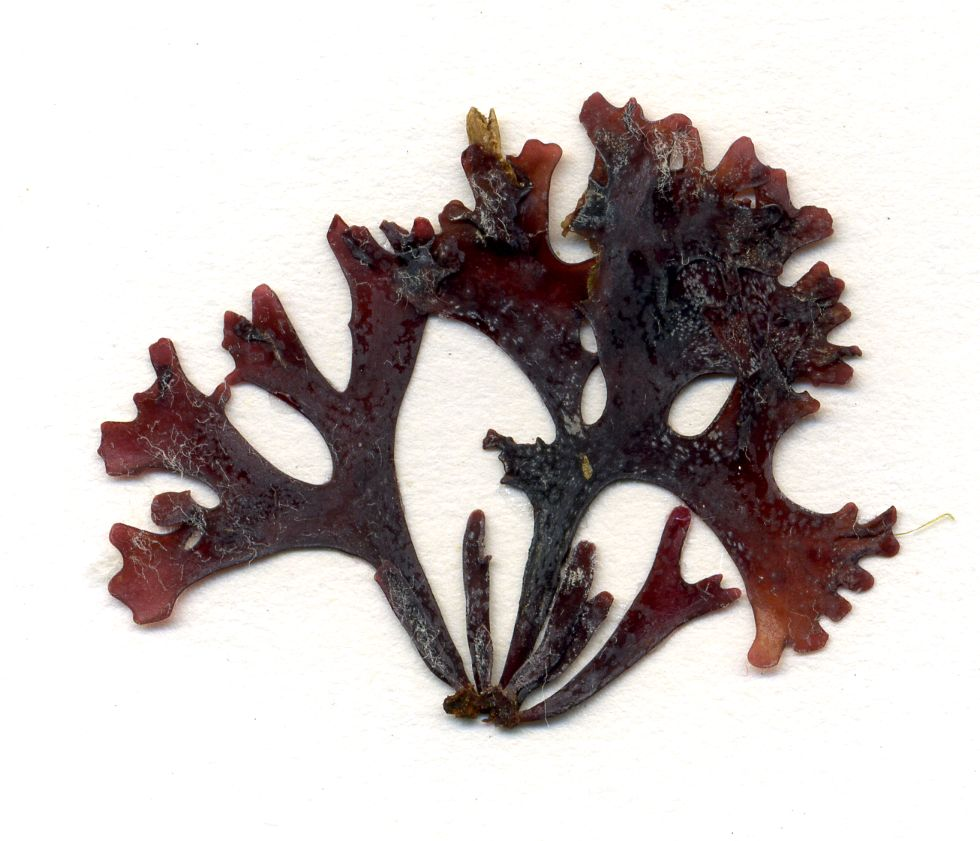
Chondrus crispus

Лікарська рослина використовується як проносний та протизапальний засіб, застосовують для загоєння запалень на шкірі. Ірландський мох є природним джерелом стабілізатора і консерванта каррагінана (E407, E407b). Широко відомий серед вегетарійців, оскільки каррагінани є вегетаріанською і веганською альтернативою желатину. В Ірландії, Ямайці, Тринідаді Chondrus crispus варять з молоком, цукром і приправами для отримання желатинової страви. Використовують для очищення сусла у пивоварінні.